# Tachina chaoi
Tachina chaoi är en tvåvingeart som beskrevs av Louis-Paul Mesnil 1966. Tachina chaoi ingår i släktet Tachina och familjen parasitflugor. Inga underarter finns listade i Catalogue of Life.